# Anelaphus villosus
Anelaphus villosus es una especie de escarabajo longicornio del género Anelaphus, categorizada en la tribu Elaphidiini, de la subfamilia Cerambycinae. Fue descrita por Fabricius en 1793.

## Descripción
Mide 8-20 mm de longitud.

## Distribución
Se distribuye por América: Canadá, México, Estados Unidos y Cuba.